# Lenka Hanáková
Lenka Hanáková (* 18. prosince 1992 Prostějov) je česká topmodelka, vítězka Schwarzkopf Elite Model Look Czech Republic 2011 a držitelka 2. místa Elite Model Look International 2011.

## Život
Pochází z Prostějova, kde také navštěvovala základní školu. V letech 2008-2012 studovala na soukromé Střední odborné škole podnikání a obchodu v Prostějově. Poté se začala aktivně věnovat modelingu.

### Kariéra
V roce 2011 se zúčastnila soutěže SCHWARZKOPF Elite Model Look a stala se českou vítězkou. Poté Česko reprezentovala na světovém finále Elite Model Look International 2011 v Šanghaji, kde se umístila na 2. místě a získala garantovaný kontrakt s agenturou Elite Model Management ve výši 100 000 USD.
V roce 2012 nafotila prestižní kampaň (zakázku) pro největší českou šperkařskou firmu Klenoty Aurum, titulní stránku českého magazínu Elle s další českou topmodelkou Danielou Peštovou.[zdroj?]